# Mário Pinto
Mario João Jauad Pinto (Lisboa, 14 de marzo de 1998) es un artista marcial mixto portugués que compite en la división de peso pesado de Ultimate Fighting Championship (UFC).

## Carrera de artes marciales mixtas

### Inicios en Países Bajos
Pinto hizo su debut en la promoción neerlandesa Levels Fight League como un participante del Heavyweight Grand Prix llevado a cabo el 11 de marzo de 2023. Tras derrotar a Filip Bradaric (noqueándolo en un minuto y 28 segundos de pelea) y a Aladin Ben Halima (por decisión unánime) en la primera ronda y semifinales, respectivamente, Pinto se enfrentó a Moreno Kacapor en la final. Ganó la pelea por decisión unánime y coronándose como el nuevo campeón pesado.

#### Campeonato de Peso Pesado de LFL
En su primera defensa titular, Pinto se enfrentó a Benjamin Sehic el 29 de octubre de 2023 en LFL 10. Ganó la pelea por nocaut técnico en el primer asalto, defendiendo exitosamente el título.
Pinto se enfrentó a Kasim Aras por el título el 18 de febrero de 2024 en LFL 11. Ganó la pelea por decisión unánime. Posteriormente, dejó el título vacante.

### Dana White's Contender Series
Pinto se enfrentó a Lucas Triverio Camacho en la semana 9 de la octava temporada de Dana White's Contender Series. Con un KO en el primer asalto, se ganó un contrato con la Ultimate Fighting Championship.

### Ultimate Fighting Championship
El debut de Pinto en UFC sería el 1 de marzo de 2025 enfrentándose a Austen Lane en UFC Fight Night 253. Ganó la pelea tras noquear a su rival en el segundo asalto. Esta victoria le valió el premio a la Actuación de la Noche.

## Campeonatos y logros
- Ultimate Fighting Championship
  - Actuación de la Noche (una vez) vs. Austen Lane.

- Levels Fight League
  - Campeonato de Peso Pesado de LFL (una vez)

## Récord en artes marciales mixtas
| Récord profesional | Récord profesional | Récord profesional |
| 10 peleas          | 10 victorias       | 0 derrotas         |
| ------------------ | ------------------ | ------------------ |
| Nocaut             | 6                  | 0                  |
| Sumisión           | 3                  | 0                  |
| Decisión           | 1                  | 0                  |

| Resultado | Récord | Oponente               | Método                      | Evento                                        | Fecha                 | Ronda | Tiempo | Localización      | Notas                                         |
| --------- | ------ | ---------------------- | --------------------------- | --------------------------------------------- | --------------------- | ----- | ------ | ----------------- | --------------------------------------------- |
| Victoria  | 10–0   | Austen Lane            | KO (golpe)                  | UFC Fight Night: Kape vs. Almabayev           | 1 de marzo de 2025    | 2     | 0:39   | Las Vegas, Nevada | Actuación de la Noche.                        |
| Victoria  | 9–0    | Lucas Triverio Camacho | KO (golpe)                  | Dana White's Contender Series                 | 8 de octubre de 2024  | 1     | 1:43   | Las Vegas, Nevada |                                               |
| Victoria  | 8–0    | Kasim Aras             | Decisión (unánime)          | LFL 11                                        | 18 de febrero de 2024 | 5     | 5:00   | Ámsterdam         | Defendió el Campeonato de Peso Pesado de LFL. |
| Victoria  | 7–0    | Benjamin Sehic         | TKO (golpes)                | LFL 10                                        | 29 de octubre de 2023 | 3     | 1:18   | Ámsterdam         | Defendió el Campeonato de Peso Pesado de LFL. |
| Victoria  | 6–0    | Moreno Kacapor         | Decisión (unánime)          | LFL: Heavyweight Grand Prix                   | 11 de marzo de 2023   | 3     | 3:00   | Ámsterdam         | Ganó el Campeonato de Peso Pesado de LFL.     |
| Victoria  | 5–0    | Aladin Ben Halima      | Decisión (unánime)          | LFL: Heavyweight Grand Prix                   | 11 de marzo de 2023   | 3     | 2:00   | Ámsterdam         |                                               |
| Victoria  | 4–0    | Filip Bradaric         | KO (golpe)                  | LFL: Heavyweight Grand Prix                   | 11 de marzo de 2023   | 1     | 1:28   | Ámsterdam         |                                               |
| Victoria  | 3–0    | Maxwell Djantou Nana   | Sumisión (rear-naked choke) | FightStar Championship 22                     | 15 de julio de 2022   | 1     | 0:00   | Londres           |                                               |
| Victoria  | 2–0    | Besart Berisha         | KO (golpe)                  | FightStar Championship 21                     | 19 de marzo de 2022   | 1     | 1:07   | Londres           |                                               |
| Victoria  | 1–0    | Joffie Houlton         | KO (golpe)                  | Contenders East Anglia: Contenders Norwich 31 | 2 de octubre de 2021  | 1     | 0:00   | Londres           |                                               |